# Mario Lanzi
Mario Lanzi (Italia, 10 de octubre de 1914-21 de febrero de 1980) fue un atleta italiano, especialista en la prueba de 800 m en la que llegó a ser subcampeón olímpico en 1936.

## Carrera deportiva
En los JJ. OO. de Berlín 1936 ganó la medalla de plata en los 800 metros, corriéndolos en un tiempo de 1:53.3 segundos, llegando a meta tras el estadounidense John Woodruff (oro con 1:52.9 segundos) y por delante del canadiense Phil Edwards (bronce).